# KGet
KGet is een vrije downloadmanager voor KDE en TDE. Het is de standaard downloadmanager van Konqueror, maar het kan ook gebruikt worden met Mozilla Firefox. KGet maakt deel uit van het KDE-netwerkpakket. Het biedt sinds versie 2 ook ondersteuning voor het BitTorrent-protocol. Versie 2 wordt meegeleverd met KDE 4 en bracht ondersteuning voor multi-threading.

## Functies
- Pauzeren, herstarten en stopzetten
- Downloaden uit BitTorrent, FTP, HTTP en HTTPS.
- Een icoon in de taakbalk
- Ondersteuning voor metalinks